# Baho

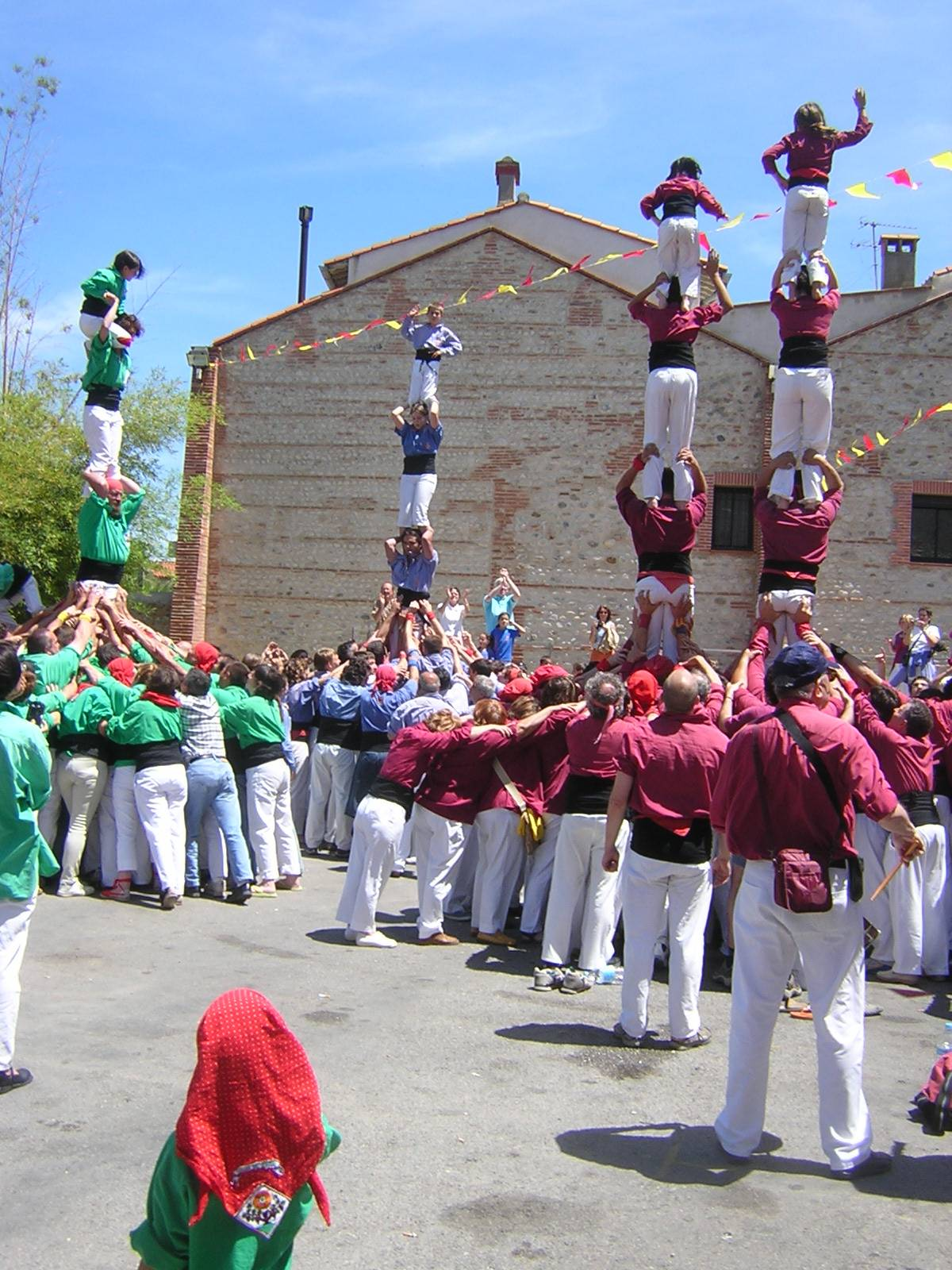
Trobada castellera en Baho.

Baho (en catalán Bao o Baó) es una localidad y comuna francesa situada en el departamento de los Pirineos Orientales y la región de Occitania. Sus habitantes se denominan, en francés, bahotencs.

## Geografía
Baho se sitúa en la orilla izquierda del río Têt, en el Ribéral, subcomarca de la comarca histórica del Rosellón. Limita con Baixas, Saint-Estève, Le Soler, Villeneuve-la-Rivière, Perpiñán y Toulouges. El pueblo está dotado de una importante red de acequias. El norte del pueblo está limitado por "la garrigue", colina dedicada a la vid. El sur constituye las últimas tierras agrícolas cercanas al Têt.

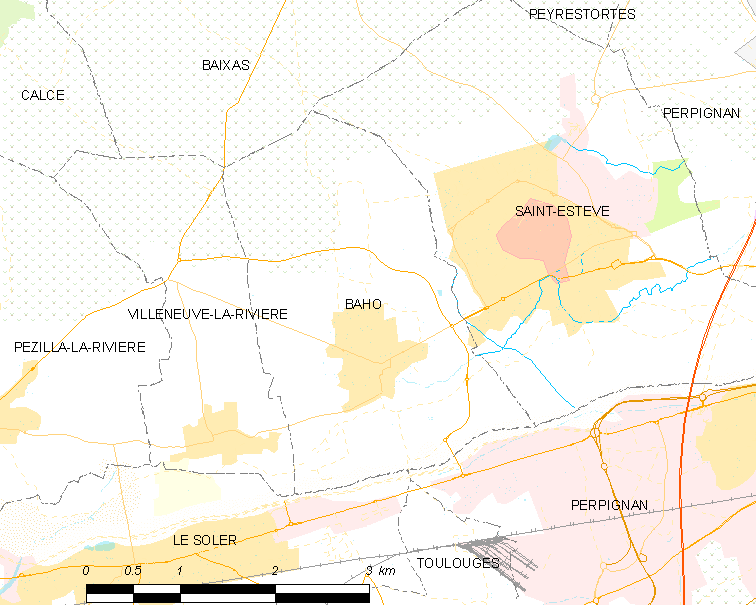
Situación de Baho

## Etimología
Existe discusión con respecto al nombre del municipio en catalán. Si bien a nivel oficial, por ejemplo el Consejo General de los Pirineos Orientales, opta por la forma Baó (con acento), asociaciones locales como Aire Nou defienden que tendría que ser propiamente Bao (sin acento).

## Gobierno y política

### Alcaldes
| Alcalde              | Período     |
| -------------------- | ----------- |
|                      |             |
| Antoine Morat        | ? - 1815    |
| François Sauret fils | 1815 - ?    |
|                      |             |
| Guy Casadevall       | 1983 - 2008 |
| Patrick Got          | 2008 -      |

## Demografía
| 787 | 1068 | 1449 | 1672 | 2027 | 2490 |
| Para los censos de 1962 a 1999 la población legal corresponde a la población sin duplicidades (Fuente: INSEE [Consultar]) |      |      |      |      |      |

## Lugares y monumentos
Baho es un antiguo fuerte. En el centro se encuentra la iglesia de Saint-Vincent mencionada por primera vez en escritos del año 901.

## Cultura
Cada fin de semana de Ascensión desde 2002, Baho celebra la fiesta Identi'Cat, fiesta de la catalanidad en Pirineos Orientales, organizada por la asociación Aire Nou de Bao, asociación implicada en la defensa de la cultura y de las tradiciones catalanas. En cada edición se bautiza una calle de Baho en catalán.